# Bronhija
Bronhi ili bronhije su delovi respiratornog sistema koji sprovode vazduh iz dušnika u pluća, odnosno bronhiole i dalje alveole.

## Galerija slika
- Poprečni presek ljudske sekundarne bronhije
- Poprečna sekcija grudnog koša
- Glavne bronhije

## Literatura
- Moore, Keith L. and Arthur F. Dalley (1999). Clinically Oriented Anatomy, 4th ed. ISBN 978-0-7817-5936-6.